# RT Andromedae
Désignations
RT Andromedae est une étoile variable de la constellation d'Andromède. Elle se situe à environ 322 ± 1 a.l. (∼ 98,7 pc) de la Terre.

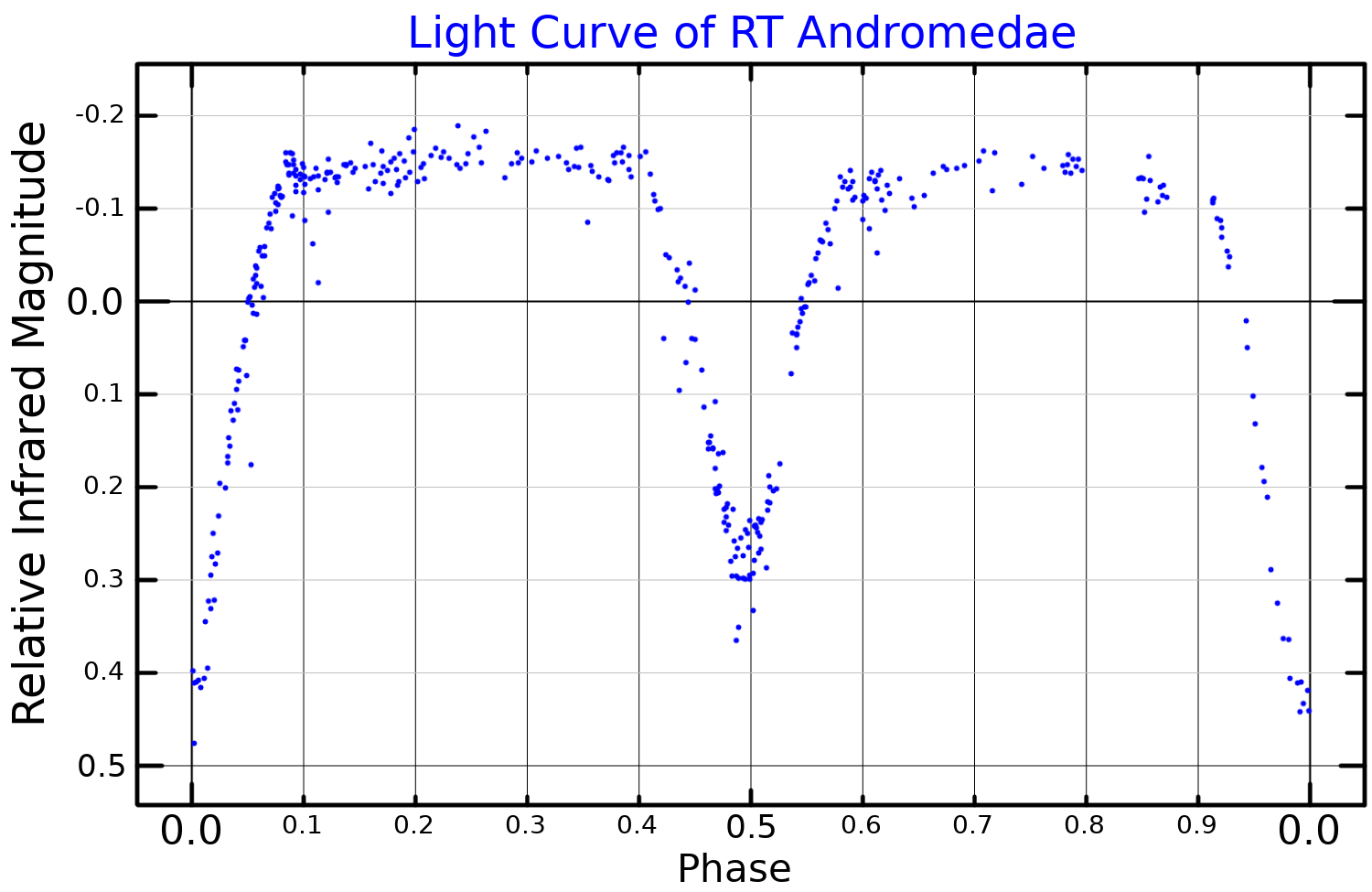
Courbe de lumière de RT Andromedae.

Elle est classée comme une étoile variable de type RS Canum Venaticorum, un type d'étoile binaire à éclipses proches. Elle varie avec une magnitude apparente de 9,83, avec une période de 0,628 921 6 jours. Le système se compose d'une naine jaune légèrement plus massive que le Soleil et d'une naine orange légèrement moins massive ; la courbe de lumière de ce binaire à éclipses présente des variations séculaires de période et de minima.

## Troisième composant
Selon Pribulla et al. (2000), les changements de variabilité pourraient être attribués à un troisième composant du système, voire un quatrième. Sa masse minimale est estimée à 5 % de la masse du Soleil (environ 50 fois la masse de Jupiter), avec une période orbitale proche de 75 années et une excentricité orbitale jugée assez élevée (à 0,56). Un tel objet pourrait probablement se révéler être une naine brune ou une planète jovienne massive. Cependant, un article récent de Manzoori (2009) a remarqué une tendance à la baisse de la période orbitale, le freinage magnétique pourrait donc mieux expliquer l'évolution de ce système orbital.